# Роберт Вюртемберзький
Роберт Вюртемберзький (нім. Robert von Württemberg), повне ім'я  Роберт Марія Клеменс Філіп Йозеф Вюртемберзький (нім. Robert Maria Klemens Philipp Joseph Herzog von Württemberg), (нар. 14 січня 1873 — пом. 12 квітня 1947) — герцог Вюртемберзький з Вюртемберзького дому, син герцога Філіпа Вюртемберзького та ерцгерцогині Австрійської Марії Терезії. Учасник Першої світової війни, генерал-лейтенант німецької армії від 1916 року. Кавалер ордену Золотого руна. Після Листопадової революції 1918 року жив як приватна особа в Альтсгаузені, займаючись складанням креслень нових замків, абатств і церков.

## Біографія
Роберт народився 14 січня 1873 року в Мерані. Він був четвертою дитиною та другим сином герцога Філіпа Вюртемберзького та його дружини Марії Терезії Австрійської. Мав старших брата та сестру-близнюків Альбрехта й Марію Амелію та сестру Марію Ізабеллу. За чотири роки у нього з'явився молодший брат Ульріх. Правлячий король Вюртембергу Карл I доводився батькові троюрідним братом. Так само  австрійський імператор Франц Йосиф I був троюрідним братом їхньої матері.
Мешкало сімейство у палаці Штрудельгоф у Відні взимку та на віллі в Альтмюнстері біля озера Траунзеє влітку.
У 1891 році Роберт приєднався до лав вюртемберзької армії. Пізніше став ротмістром у 2-му драгунському полку. Також служив в армії Австро-Угорщини у чині лейтенанта в драгунському полку № 9 «Ерцгерцог Альбрехт» та у прусському війську в 2-му Померанскому Уланскому полку № 9.
Після здачі матури у 1894 році, отримав мандат Вюртемберзького ландтагу та відвідував засідання, починаючи з 1895 року. 
У віці 27 років узяв шлюб із 22-річною австрійською ерцгерцогинею Марією Іммакулатою, яка доводилась йому троюрідною сестрою. Вінчання пройшло в каплиці Гофбургу 29 жовтня 1900 року. На весіллі були присутніми весь двір Відня й сам імператор Франц Йосиф I. Після церемонії відбувся бенкет на 150 осіб в імператорському палаці. Франц Йосиф підняв тост за молодят, виказавши живе задоволення з приводу утворення нового союзу між династіями Габсбургів та Вюртембергів. Після бенкету на честь молодої пари був даний концерт. Дітей у подружжя не було.
У 1901 році Роберт представляв короля Вюртембергу на похороні королеви Вікторії та коронації Едуарда VII в Лондоні.
Під час Першої світової війни з 2 серпня 1914 до 30 липня 1916 року очолював 26-ту бригаду 7-ї кавалерійської дивізії німецької армії. 19 вересня 1916 року став генерал-лейтенантом. Перебував при верховному командуванні групи армій «Кронпринц Рупрехт», яка билася на Західному фронті.
Після Листопадової революції 1918 року оселився з дружиною в Альтсгаузені. Ймовірно сподіваючись на відновлення монархії, займався складанням креслень нових замків, абатств і церков, які так і не були перетворені в життя. Під час Другої світової війни розробив план будівництва кірхи для Нового палацу Штутгарта. Також займався розробкою уніформ, гербів, штандартів та нагород.
Помер 12 квітня 1947 року в Альтсгаузені. Похований у церкві Святого Михайла, що є частиною Альтсгаузенського замку.

## Нагороди

### Вюртемберзьке королівство
- Орден Вюртемберзької корони, великий хрест з мечами
  - орден (1887)
  - мечі (20 липня 1916)
- Орден Фрідріха (Вюртемберг), великий хрест з мечами (20 липня 1916)
- Золота ювілейна медаль

### Австро-Угорщина
- Орден Золотого руна (1900)
- Хрест «За військові заслуги» (Австро-Угорщина) 2-го класу з військовою відзнакою (12 липня 1915)
- Королівський угорський орден Святого Стефана, великий хрест (4 серпня 1917)

### Баварське королівство
- Орден Святого Губерта (1903)
- Орден «За заслуги» (Баварія) 2-го класу із зіркою і мечами (2 червня 1917)

### Прусське королівство
- Орден Чорного орла з ланцюгом
- Орден Червоного орла, великий хрест
- Князівський орден дому Гогенцоллернів, почесний хрест 1-го класу

### Велике герцогство Баденське
- Орден Вірності (Баден)
- Орден Бертольда I, великий хрест

### Інші країни
- Орден Вендської корони, великий хрест з короною в руді (Мекленбург; 1906)
- Орден дому Ліппе, почесний хрест 1-го класу
- Орден Білого Сокола, великий хрест (Велике герцогство Саксен-Веймар-Айзенаське)
- Орден Рутової корони (Саксонське королівство)
- Орден Святого Йосипа, великий хрест (Велике герцогство Тосканське)

## Титули
- 14 січня 1873—12 квітня 1947 — Його Королівська Високість Герцог Роберт Вюртемберзький.